# Gammastrahlung

Gammastrahlung (schematische Darstellung)

Gammastrahlung – auch γ-Strahlung geschrieben – ist im engeren Sinne eine besonders durchdringende elektromagnetische Strahlung, die bei spontanen Umwandlungen („Zerfall“) der Atomkerne vieler natürlich vorkommender oder künstlich erzeugter radioaktiver Nuklide entsteht.
Der Name stammt von der Einteilung der ionisierenden Strahlen aus radioaktivem Zerfall in Alphastrahlung, Betastrahlung und Gammastrahlung mit deren steigender Fähigkeit, Materie zu durchdringen. Alpha- und Betastrahlung bestehen aus geladenen Teilchen und wechselwirken daher deutlich stärker mit Materie als die ungeladenen Photonen oder Quanten der Gammastrahlung. Entsprechend haben letztere ein deutlich höheres Durchdringungsvermögen.

Verschiedene Typen des elektromagnetischen Spektrums

Im weiteren Sinne wird mit Gammastrahlung jede elektromagnetische Strahlung mit Quantenenergien über etwa 200 keV bezeichnet, unabhängig von der Art ihrer Entstehung. Dies entspricht Wellenlängen kürzer als 0,005 nm (5 pm). In diesem allgemeinen Sinn wird die Bezeichnung insbesondere dann verwendet, wenn der Entstehungsprozess der Strahlung nicht bekannt ist (beispielsweise in der Astronomie) oder für die konkrete Aufgabenstellung gleichgültig ist (beispielsweise im Strahlenschutz), jedoch ausgedrückt werden soll, dass höhere Energien als bei Röntgenstrahlung (rund 100 eV bis 300 keV) vorliegen.
Der kleine griechische Buchstabe {\displaystyle \gamma } (Gamma) wird allgemein als Formelsymbol für ein Photon beliebiger Energie und Entstehungsart benutzt.

## Entstehung

### Radioaktivität: „Gammazerfall“
Gammastrahlung im ursprünglichen Wortsinn entsteht dann, wenn sich nach einem radioaktiven Alpha- oder Betazerfall der zurückbleibende Kern (Tochterkern) in einem angeregten Zustand befindet; das gilt für viele, aber nicht für alle Alpha- und Beta-Zerfälle. Der angeregte Kern schwingt oder rotiert – anschaulich gesagt – eine geraume Zeit lang. Beim Übergang in einen weniger hoch angeregten Zustand oder den Grundzustand gibt er die frei werdende Energie in Form von Gammastrahlung ab (siehe Zerfallsschema). Diese Zustandsänderung des Kerns wird als Gammaübergang oder auch „Gammazerfall“ bezeichnet, obwohl der Kern dabei keineswegs „in seine Bestandteile zerfällt“, denn die Anzahl seiner Neutronen und Protonen bleibt konstant.
Der angeregte Zustand kann auch auf andere Weise, wie Neutroneneinfang oder andere Kernreaktionen oder die vorherige Absorption eines energiereicheren {\displaystyle \gamma }-Quants, entstanden sein.

#### Spektrum

Gemessenes Gammaspektrum von ^{60}Co, Linien bei 1173 und 1332 keV

Die Wellenlängen oder Energien der Gammastrahlen sind diskret und sind charakteristisch für das jeweilige Radionuklid, vergleichbar etwa dem optischen Linienspektrum chemischer Elemente. Die Messung des Gammaspektrums einer unbekannten Substanz (Gammaspektroskopie) ist daher geeignet, Aufschluss über Arten und Mengenanteile der darin enthaltenen Radionuklide zu geben.
Die scharfen Energien der Gamma-Spektrallinien erklären sich daraus, dass die Lebensdauern von Gammaübergängen kernphysikalisch gesehen vergleichsweise lang sind. Der angeregte Kern – den man sich etwa wie einen pulsierenden Rugbyball vorstellen kann – baut ein oszillierendes elektromagnetisches Quadrupolfeld auf. Ein Gamma-Quant kann aber nur Dipolschwingungen aufnehmen; seine Emission ist daher relativ unwahrscheinlich. Gemäß der Energie-Zeit-Unschärferelation ist die Lebensdauer {\displaystyle \tau } eines Übergangs umgekehrt proportional seiner Energieunschärfe oder Linienbreite {\displaystyle \Gamma }:
{\displaystyle \Gamma ={\frac {\hbar }{\tau }}}.
Die Lebensdauern angeregter Kernzustände sind stets größer als etwa 10−15 Sekunden und führen daher zu diskreten Photonenenergien mit Halbwertsbreiten unter 0,3 eV.

#### Bezeichnung nach Mutternuklid des Alpha- oder Betazerfalls
Die durchschnittliche Verzögerungs- oder Halbwertszeit zwischen dem Alpha- oder Betazerfall und dem Gammaübergang hängt vom Nuklid und dem jeweiligen angeregten Zustand ab. Sie ist, wenngleich im kernphysikalischen Sinne „lang“, vom praktischen Standpunkt gesehen meist sehr kurz (Sekundenbruchteile). Will man Gammastrahlung für Forschungs-, medizinische oder technische Zwecke nutzen – beispielsweise die vom 2,5-MeV-Zustand des Nuklids 60Ni ausgesandte Kaskade zweier Photonen von 1,17 und 1,33 MeV – braucht man daher ein Präparat des Betastrahlers 60Co. Dieses Nuklid zerfällt mit 5,26 Jahren Halbwertszeit zum gewünschten 60Ni-Zustand.

Zerfallsschema von ^{60}Co

Aus diesem praktischen Grund werden Gammastrahlen (nicht nur beim 60Ni, sondern ganz allgemein, auch in wissenschaftlich-technischen Unterlagen, Tabellen, Nuklidkarten usw.) immer dem Mutternuklid des vorangehenden Alpha- oder Betazerfalls, im Beispiel dem 60Co, zugeordnet: Man spricht von Cobalt-60-Strahlung, Kobaltkanone usw., auch wenn es nur um die Gammastrahlung geht, die vom Tochterkern 60Ni emittiert wird.
Die seltenen Fälle von angeregten Atomkernen, deren Gammaübergänge Halbwertszeiten von Sekunden, Minuten oder noch länger haben, werden als metastabil oder als Kernisomere bezeichnet. Nur in diesen Fällen wird als Bezeichnung das eigentliche gammastrahlende Nuklid genannt. Ein Beispiel ist das Technetium-Isotop 99mTc, das in der medizinischen Diagnostik (siehe Szintigrafie) verwendet wird.

### Paarvernichtung
Bei der Paarvernichtung, der Reaktion eines Teilchens mit dem zugehörigen Antiteilchen, entstehen (allein oder neben anderen möglichen Reaktionsprodukten) auch Photonen, die ebenfalls Gammastrahlung genannt werden. Diese Gammaquanten tragen zusammen die Energie, die der Masse der vernichteten Teilchen entspricht, abzüglich der eventuellen Bindungsenergie, falls die beiden Teilchen bereits aneinander gebunden waren bzw. einander „umkreisten“, und zuzüglich eventuell vorher vorhandener Bewegungsenergie.

### Gammablitze in der Astronomie
Gammablitze (englisch Gamma Ray Bursts) – auch Gammastrahlen-Explosionen genannt – stellen eines der energiereichsten Phänomene im Weltall dar. Ihr Entstehungsmechanismus ist nur ansatzweise geklärt. Das Spektrum ist kontinuierlich mit Photonenenergien von etwa 1 keV bis in den MeV-Bereich. Es enthält unter anderem Röntgenstrahlung. Es handelt sich nicht um Gammastrahlung im engeren, kernphysikalischen Sinne (siehe Einleitung).

## Terminologie: Gammastrahlung und Röntgenstrahlung
Die Energiebereiche der als Gamma- oder Röntgenstrahlung bezeichneten Photonen überlappen sich, die Begriffsverwendung ist unscharf abgegrenzt.
Häufig wird nach der Herkunft der Strahlung unterschieden:
Röntgenstrahlung
- entsteht bei der Kollision hochenergetischer Elektronen mit Materie,
  - Charakteristische Röntgenstrahlung, die je nach Target sehr weiche Röntgenstrahlung (Beryllium: typ. 163 eV) bis harte Röntgenstrahlung (Uran: bis 115 keV) ergibt.
  - Bremsstrahlung, deren Obergrenze sich aus der maximalen Beschleunigungsspannung ergibt. In der Medizin-Technik sind 1…100 keV üblich, in der Nuklearchemie bis 25 MeV.

Gammastrahlung
- stammt aus Kernprozessen, Paarvernichtung oder dem Weltall (siehe auch Gammablitz)
- Applikationen am unteren Rand des Spektrums liegen bei 140,1 und 140,6 keV (99mTc) sowie bei 159 keV (123I)

Als „Grenze“ zwischen Röntgenstrahlung und Gammastrahlung findet man daher häufig Werte von 100 keV, 120 keV, 124 keV (≈10 pm Wellenlänge) und 200 keV.
Die Grenze ist aber willkürlich (wie auch die zwischen UV- und Röntgenstrahlung) und berücksichtigt nicht die Art der Erzeugung.
So gibt es niederenergetische Gammastrahlung:
- Im Röntgenbereich liegt z. B. 125I mit 35,5 keV
- Im UV-Bereich liegt z. B. 229mTh mit 0,008355733 keV

wie auch hochenergetische Bremsstrahlung von Elektronen.
Die Quantenenergiegrenze, ab der oft Gammastrahlung vorliegt, beträgt ca. 100 bis 250 Kiloelektronenvolt. Sie entspricht der Beschleunigungsspannung in Kilovolt, mit der Röntgenröhren noch betrieben werden können. Elektronenbeschleuniger und auch Gewitterblitze erzeugen jedoch schnellere Elektronen und diese erzeugen bei Auftreffen auf Materie Bremsstrahlung mit Quantenenergien im Megaelektronenvolt-Bereich. Terrestrischen Gammablitze werden dennoch nicht Röntgenblitze genannt. Hingegen gibt es weiche Gammastrahler wie das Radioisotop 125Iod, die Quanten im typischen Röntgen-Energiebereich aussenden.

## Wechselwirkung mit Materie

Während Alphastrahlung bereits durch Papier und Betastrahlung durch ein Blech abgeschirmt werden kann, muss für Gammastrahlung ein dickes, dichtes Material mit hoher Ordnungszahl verwendet werden

Im Gegensatz zur Bragg-Kurve bei Bestrahlung durch geladene Teilchen nimmt die Intensität (und damit der Energieeintrag) der Gammastrahlung exponentiell mit der Eindringtiefe ab. Das heißt, die Anzahl der Gammaquanten beträgt nach jeweils einer Halbwertsdicke die Hälfte. Die Halbwertsdicke hängt von der Wellenlänge der Gammastrahlung und vom Material, insbesondere von dessen Ordnungszahl, ab: Blei ist mit seiner hohen Atomdichte, Ordnungszahl und seiner leichten Verfüg- und Verarbeitbarkeit das gängigste zum Strahlenschutz gegen Gammastrahlung verwendete Material. Selbst Blei hat für Gammastrahlung der Energie 2 MeV eine Halbwertsdicke von 14 mm.
Wechselwirkungen beim Durchgang von Gammastrahlung durch Materie sind Photoionisation, Compton-Streuung (Compton-Effekt) und bei ausreichender Photonenenergie Paarbildung.

## Biologische Wirkung
Wird Gammastrahlung in menschlichem, tierischem oder pflanzlichem Gewebe absorbiert, wird ihre Energie in Ionisations- und anderen Vorgängen wirksam. Dabei treten im Gewebe Sekundärstrahlungen wie freigesetzte Elektronen und Röntgenstrahlung auf. Insgesamt ergeben sich – für den Organismus meist schädliche – Wirkungen durch das Aufbrechen chemischer Bindungen. Das Ausmaß der Gesamtwirkung wird durch die Äquivalentdosis beschrieben. Die Folgen können am bestrahlten Organismus selbst (somatische Schäden) oder, durch Schädigung des Erbguts, an seinen Nachkommen als genetische Schäden auftreten.
Die Funktionsfähigkeit der Zellen bleibt auch bei hohen Strahlendosen zunächst meist erhalten. Sobald sich die Zelle aber teilt oder Proteine produziert, können Veränderungen am Erbgut und Schäden an Zellorganellen zum Absterben der Zelle führen. Die Strahlenkrankheit wirkt deswegen erst nach einiger Zeit tödlich, wenn bestimmte, lebenswichtige Zelltypen, die auch beim gesunden Menschen regelmäßig absterben und neu gebildet werden, nicht mehr in ausreichender Zahl vorhanden sind. Besonders betroffen sind hiervon Blutzellen. Alternativ kann es dazu kommen, dass durch die Strahlung verursachte Mutationen zu unkontrollierter Zellteilung führen, wobei die sich teilenden Zellen meistens ihre ursprüngliche biologische Funktion verlieren. Es entstehen Tumoren, die darüber hinaus Metastasen bilden können (Krebs).

## Anwendungen
In der Technik eingesetzte Gammastrahler sind hauptsächlich 60Co, 75Se, 169Yb und 192Ir. Ein Nachteil von Gammastrahlen ist, dass die Strahlenquellen nicht abgeschaltet werden können. Bei der Verwendung von Gammastrahlung im Betrieb müssen wegen ihrer Gefährlichkeit umfangreiche Strahlenschutzmaßnahmen ergriffen werden.

### Medizin
Gammastrahlung aus radioaktiven Quellen wird in der Strahlentherapie verwendet. Die Strahlenenergie in der Teletherapie muss möglichst hoch sein, Werte bis zu 23 MeV sind möglich; verwendet wird z. B. 60Co, das Gammaquanten mit den Energien 1,17 MeV und 1,33 MeV abstrahlt. Aufgrund des Bedarfs an möglichst hochenergetischen Photonen und der mit radioaktiven Strahlern verbundenen Sicherheitsprobleme wird in der Teletherapie die Gammastrahlung jedoch meist als Elektronen-Bremsstrahlung an einer Wolframplatte gewonnen und auch als hochenergetische Röntgenstrahlung bezeichnet. Der Elektronenstrahl wird mit einem Linearbeschleuniger erzeugt. Dieser kann im Gegensatz zu radioaktiven Strahlenquellen im Rahmen der Behandlung ein- oder ausgeschaltet werden.
Für die Radiochirurgie von Hirntumoren wird ein Gamma-Knife eingesetzt.
In der Brachytherapie („Bestrahlung von innen“) wird Gammastrahlung mittels kleiner, in den Körper eingeführter Präparate angewendet, meist 192Ir.
Für diagnostische Zwecke – Szintigrafie und Single-Photon-Emissionscomputertomographie – werden kurzlebige Gammastrahler wie 99mTc, 123I, 131I, 133Xe oder 111In verwendet.

### Sensorik und Materialprüfung
Gammastrahlung kann Materie durchdringen, ohne reflektiert oder gebrochen zu werden. Ein Teil der Strahlung wird beim Durchgang absorbiert, abhängig von der Dichte und der Dicke des Mediums. Bei der Füllstandsmessung mit Gammastrahlung nutzt man diesen Umstand, denn die gemessene Strahlungsintensität hängt davon ab, ob sich in dem betrachteten Gefäß ein Medium befindet oder nicht.
Eine weitere Anwendung von Gammastrahlen findet man bei der Durchstrahlungsprüfung, mit deren Hilfe man Ablagerungen, Korrosionsschäden oder Erosionsschäden an der Innenseite von Apparaten und Rohrleitungen nachweisen kann.

### Grenzschutz und Grenzfahndung
Im Grenzschutz werden Radionuclide Identifying Devices eingesetzt, die über die Gammastrahlung Rückschlüsse auf die transportierten radioaktiven Stoffe zulassen.
Im Auftrag des Ministeriums für Staatssicherheit der Deutschen Demokratischen Republik wurden an den Grenzkontrollstellen an der innerdeutschen Grenze sogenannte Gammakanonen mit dem radioaktiven 137Cs installiert. Diese durchleuchteten die von Ost nach West ausfahrenden Fahrzeuge, um Flüchtlinge aus der DDR aufzuspüren.

### Sterilisation, Keimverminderung, strahlenchemische Vernetzung
Zur Strahlensterilisation und zur Vernetzung von Polymer-Kunststoffen werden Gammabestrahlungsanlagen verwendet. Sie arbeiten fast ausschließlich mit 60Co, das aus 59Co in Kernreaktoren durch Neutroneneinfang hergestellt wird. Die Strahlensicherheit bei den Anlagen wird durch die Versenkbarkeit der Strahlenquellen in ein tiefes Wasserbecken oder einen tiefen, schachtförmigen Betonbunker erreicht.
Die Gammasterilisation medizinischer Produkte, z. B. eingeschweißter Notfallbestecke, hat vor anderen Verfahren den Vorteil, dass sie in der Verkaufsverpackung erfolgen kann.
Ein Beispiel der Lebensmittelbestrahlung ist die Zwiebelbestrahlung, die in der DDR in der Zeit von 1986 bis 1990 durchgeführt wurde. Eine hierauf spezialisierte Gammabestrahlungsanlage gab es bei der Landwirtschaftlichen Produktionsgenossenschaft Queis in Spickendorf. In der DDR wurden auch viele andere Lebensmittel bestrahlt (Geflügel, Gewürze, Volleipulver etc.); eine Kennzeichnung der Produkte war nicht vorgesehen.
In Deutschland und der EU müssen strahlensterilisierte Lebensmittel gekennzeichnet sein („bestrahlt“ oder „mit ionisierenden Strahlen behandelt“). Die Bestrahlungsanlagen müssen in der EU zugelassen sein. In Deutschland dürfen nur Trockenkräuter und Gewürze bestrahlt werden. Zum Inverkehrbringen weiterer strahlensterilisierter Lebensmittel bedarf es in Deutschland einer Allgemeinverfügung des Bundesamtes für Verbraucherschutz und Lebensmittelsicherheit. Die Bestrahlung gilt als gesundheitlich unbedenklich, es können jedoch geschmackliche Veränderungen und Veränderungen der Konsistenz auftreten.
Großbestrahlungsanlagen gibt es z. B. in den Niederlanden und in Südafrika.

### Mößbauer-Spektroskopie
Der Rückstoß, den der Atomkern bei der Emission des Gammaquants normalerweise erhält, kann unter Umständen von dem gesamten Kristallgitter übernommen werden, in das dieser eingebettet ist. Dadurch wird der Energieanteil, der dem Photon durch Rückstoß verloren geht, vernachlässigbar klein. Ist zudem die Halbwertszeit des angeregten Zustands hoch, entstehen Gammastrahlen mit einem extrem schmalen Energie- bzw. Frequenzband. In damit bestrahlten Proben wird der geringfügige Einfluss der Atomhülle und deren Bindungszustand auf den Kern und die Streuung und Absorption der Gammaquanten beobachtbar. Darauf beruht die in der chemischen Analytik wichtige Mößbauer-Spektroskopie.

## Nachweis
Gammastrahlung kann durch ihre Wechselwirkung mit Materie nachgewiesen werden, z. B. mit Teilchendetektoren wie der Ionisationskammer oder dem Geiger-Müller-Zählrohr, Szintillationszählern, Halbleiterdetektoren oder Tscherenkow-Zählern.

## Forschungsgeschichte
Im Jahr 1900 fand Paul Villard eine Komponente in der vier Jahre zuvor von Antoine Henri Becquerel entdeckten radioaktiven Strahlung, die sich nicht durch Magnetfelder ablenken ließ und ein sehr hohes Durchdringungsvermögen von Materie zeigte. Da es die dritte gefundene Strahlkomponente war, prägte Ernest Rutherford den Begriff Gammastrahlung.
Durch Beugung von Gammastrahlung an Kristallen gelang es Rutherford und Edward Andrade 1914, zu zeigen, dass es sich um eine Form von elektromagnetischer Strahlung handelt. Die gefundenen Wellenlängen waren sehr kurz und mit der von Röntgenstrahlung vergleichbar.